# L'Occident (film, 1918)
Pour plus de détails, voir Fiche technique et Distribution.
L'Occident (Eye for Eye) est un film américain d'Albert Capellani et Alla Nazimova, sorti en 1918.

## Fiche technique
- Titre original : Eye for Eye
- Titre français : L'Occident
- Réalisation : Albert Capellani et Alla Nazimova
- Scénario : Albert Capellani et June Mathis d'après la pièce de Henry Kistemaekers
- Photographie : Eugene Gaudio
- Production : Alla Nazimova
- Pays de production : États-Unis
- Format : Noir et blanc - 1,33:1 - Film muet
- Genre : drame
- Date de sortie : 1918

## Distribution
- Alla Nazimova : Hassouna
- Charles Bryant : Captain de Cadiere
- Donald Gallaher : Ensign Arnauld
- Sally Crute : Madame Helene de Cadiere
- E.L. Fernandez : Taieb
- John Reinhardt : Paul Lecroix
- Charles Eldridge : Tootit, le clown
- Hardee Kirkland : Rambert
- Miriam Battista : la petite sœur de Hassouna